# Gattjina-paladset
 For alternative betydninger, se Gattjina. (Se også artikler, som begynder med Gattjina)
Det Store Gattjina-palads (russisk: Большо́й Га́тчинский дворе́ц, tr. Bolsjój Gáttjinskij dvoréts) er et slot i byen Gattjina ca. 45 kilometer syd for Sankt Petersborg i Rusland. Slottet var en af den den russiske kejserfamilies hovedresidenser i 1700- og 1800-tallet.
Slottet blev opført fra 1766 til 1781 for grev Grigorij Orlov af den italienske arkitekt Antonio Rinaldi. I 1783 overdrog kejserinde Katarina den Store slottet til sin søn Pavel 1. af Rusland, der efter sin tronbestigelse i 1796 lod det ombygge og udvide af den italienske arkitekt Vincenzo Brenna. Efter mordet på Pavel i 1801 anvendte kejserfamilien kun sparsomt slottet, men da det ligger forholdsvis isoleret blev det hovedresidens for kejser Aleksandr 3. og kejserinde Dagmar i de politisk urolige år inden Den Russiske Revolution.
Under Anden Verdenskrig blev slottet og parken ilde tilredt under den tysk besættelse, men siden er flere af bygningerne og parken blevet delvist restaureret. Hele slotsområdet blev sammen med Sankt Petersborgs centrum optaget på UNESCOs verdensarvsliste i 1990 i henhold til kriterierne i, ii, iv og vi.